# Solange Knowles

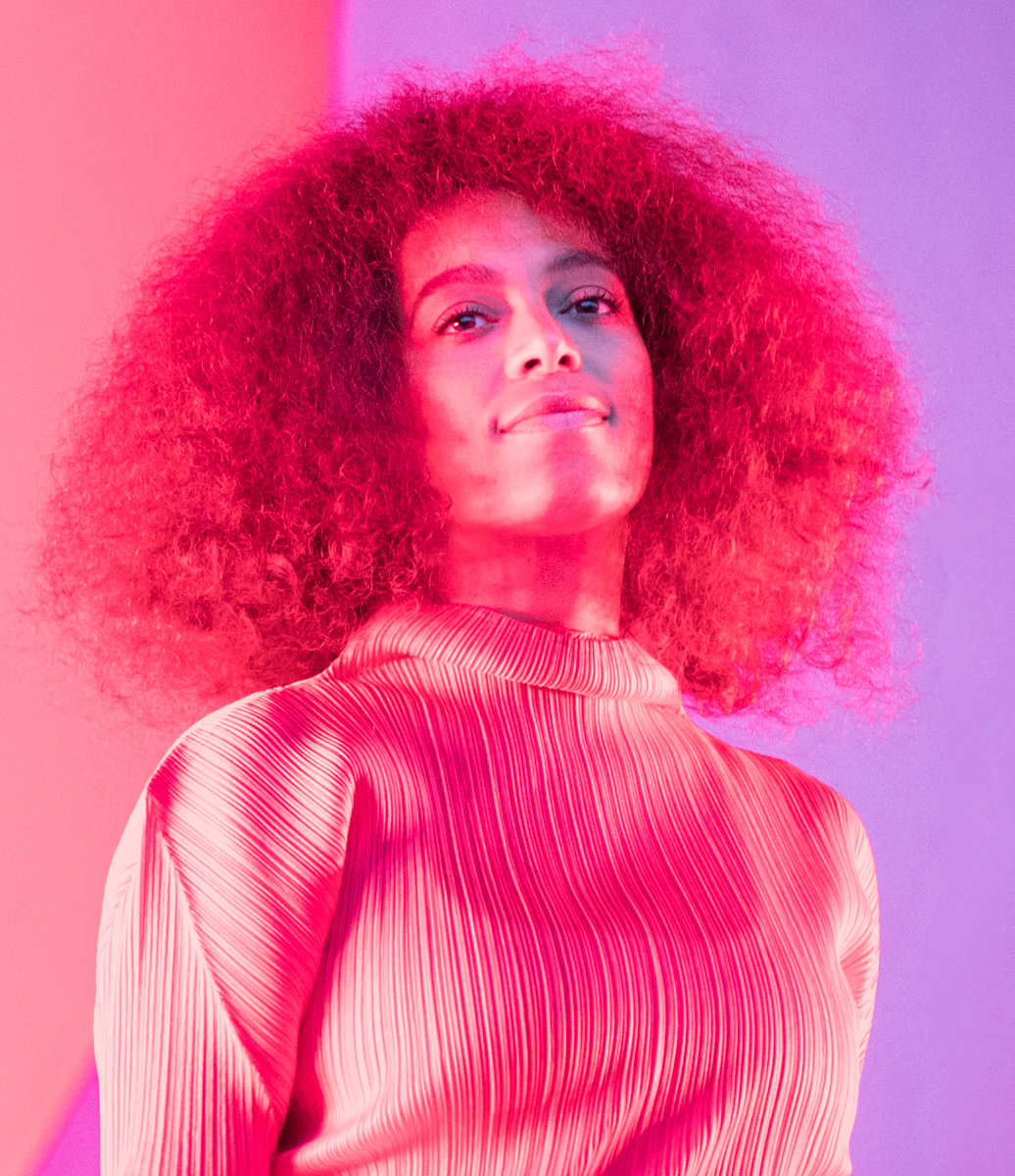
Solange Knowles (2017)

Solange Piaget Knowles (* 24. Juni 1986 in Houston, Texas), zeitweise auch Solange Knowles Smith, Künstlername Solange, ist eine US-amerikanische Sängerin, Songwriterin und Schauspielerin.

## Leben
Solange Knowles wurde 1986 in Houston als Tochter von Mathew und Tina Knowles geboren. Sie ist die jüngere Schwester der Sängerin Beyoncé.
Im Februar 2004 heiratete sie Daniel Smith. Ihr gemeinsamer Sohn kam im Oktober 2004 zur Welt. Im Oktober 2007 gaben sie ihre Scheidung bekannt. Im November 2014 heiratete sie in New Orleans den Videoproduzenten Alan Ferguson. Im November 2019 gab sie die Trennung bekannt.

## Musikalische Karriere
Nach Unterzeichnung eines Plattenvertrages mit Columbia Records veröffentlichte Knowles 2002 ihre Debütsingle Feelin You, eine Kollaboration mit Rapper N.O.R.E. Anfang 2003 folgte das Album Solo Star, zu dem unter anderem Jermaine Dupri, The Neptunes, Linda Perry, Timbaland und ihre Schwester Beyoncé Songs beisteuerten. Als Songschreiberin war Knowles für Destiny’s Child, Kelly Rowland, Michelle Williams, Beyoncé und Trin-I-Tee 5:7 tätig. Außerdem steuerte sie zum Weihnachtsalbum 8 Days of Christmas von Destiny’s Child zwei Lieder bei. 2007 sah man Knowles im Video zur Beyoncés Song Get Me Bodied gemeinsam mit Kelly Rowland und Michelle Williams.
Im August 2008 wurde in den Vereinigten Staaten Knowles’ zweites Album SoL-AngeL and the Hadley St. Dreams veröffentlicht. Die erste Singleauskopplung war I Decided. Im September 2008 wurde das Album auch in Deutschland veröffentlicht. Knowles arbeitete ab Ende 2011 an ihrem dritten Album. Die erste Singleauskopplung aus dem Album mit dem Titel Losing You wurde im Oktober in den Vereinigten Staaten veröffentlicht. Die EP True wurde Ende November 2012 veröffentlicht. Sie entstand in Zusammenarbeit mit Dev Hynes. Das Album A Seat at the Table wurde im September 2016 veröffentlicht. Für ihren Song Cranes in the Sky bekam sie bei den Grammy Awards 2017 die Auszeichnung für die beste R&B-Performance.

## Schauspielerische Karriere
2002 kam sie über ein Casting zur Schauspielerei und erhielt eine Nebenrolle in der Nickelodeon-Sitcom Taina. 2004 folgte eine weitere Gastrolle in der UPN-Sitcom One On One in der Folge The Catch. Im selben Jahr erhielt sie in der Komödie Johnson Family Vacation ihre erste Hauptrolle.

## Diskografie

### Alben
| Jahr | Titel                               | Höchstplatzierung, Gesamtwochen, AuszeichnungChartplatzierungen (Jahr, Titel, Platzierungen, Wochen, Auszeichnungen, Anmerkungen) | Höchstplatzierung, Gesamtwochen, AuszeichnungChartplatzierungen (Jahr, Titel, Platzierungen, Wochen, Auszeichnungen, Anmerkungen) | Höchstplatzierung, Gesamtwochen, AuszeichnungChartplatzierungen (Jahr, Titel, Platzierungen, Wochen, Auszeichnungen, Anmerkungen) | Anmerkungen                              |
| Jahr | Titel                               | CH | UK | US | Anmerkungen                              |
| ---- | ----------------------------------- | --- | --- | --- | ---------------------------------------- |
| 2002 | Solo Star                           | — | — | US49 (5 Wo.)US | Erstveröffentlichung: 26. Dezember 2002  |
| 2008 | Sol-Angel and the Hadley St. Dreams | — | — | US9 (7 Wo.)US | Erstveröffentlichung: 19. August 2008    |
| 2012 | True                                | — | — | US157 (1 Wo.)US | Erstveröffentlichung: 27. November 2012  |
| 2016 | A Seat at the Table                 | CH64 (1 Wo.)CH | UK17 Silber · (5 Wo.)UK | US1 Gold · (23 Wo.)US | Erstveröffentlichung: 30. September 2016 |
| 2019 | When I Get Home                     | CH27 (1 Wo.)CH | UK18 (1 Wo.)UK | US7 (4 Wo.)US | Erstveröffentlichung: 1. März 2019       |

### Singles
| Jahr | Titel Album                                   | Höchstplatzierung, Gesamtwochen, AuszeichnungChartplatzierungen (Jahr, Titel, Album, Platzierungen, Wochen, Auszeichnungen, Anmerkungen) | Höchstplatzierung, Gesamtwochen, AuszeichnungChartplatzierungen (Jahr, Titel, Album, Platzierungen, Wochen, Auszeichnungen, Anmerkungen) | Höchstplatzierung, Gesamtwochen, AuszeichnungChartplatzierungen (Jahr, Titel, Album, Platzierungen, Wochen, Auszeichnungen, Anmerkungen) | Anmerkungen                                                           |
| Jahr | Titel Album                                   | CH | UK | US | Anmerkungen                                                           |
| ---- | --------------------------------------------- | --- | --- | --- | --------------------------------------------------------------------- |
| 2008 | I Decided Sol-Angel and the Hadley St. Dreams | — | UK27 (4 Wo.)UK | — | Erstveröffentlichung: 22. April 2008                                  |
| 2016 | Cranes in the Sky A Seat at the Table         | — | UK— SilberUK | US74 Gold · (2 Wo.)US | Erstveröffentlichung: 30. September 2016 Grammy (R&B)                 |
| 2016 | Don’t Touch My Hair A Seat at the Table       | — | — | US91 (1 Wo.)US | Erstveröffentlichung: 30. September 2016 als Albumtrack, feat. Sampha |

Weitere Singles
- 2003: Feelin You (Part 2) (feat. N.O.R.E.)
- 2008: Sandcastle Disco
- 2009: T.O.N.Y.
- 2012: Losing You

## Auszeichnungen für Musikverkäufe
| Goldene Schallplatte - Dänemark - 2021: für das Album A Seat at the Table |

Anmerkung: Auszeichnungen in Ländern aus den Charttabellen bzw. Chartboxen sind in ebendiesen zu finden.
| Land/RegionAuszeichnungen für Musikverkäufe (Land/Region, Auszeichnungen, Verkäufe, Quellen) | Silber     | Gold     | Platin | Verkäufe  | Quellen   |
| -------------------------------------------------------------------------------------------- | ---------- | -------- | ------ | --------- | --------- |
| Dänemark (IFPI)                                                                              | —          | Gold1    | —      | 10.000    | ifpi.dk   |
| Vereinigte Staaten (RIAA)                                                                    | —          | 2× Gold2 | —      | 1.000.000 | riaa.com  |
| Vereinigtes Königreich (BPI)                                                                 | 2× Silber2 | —        | —      | 260.000   | bpi.co.uk |
| Insgesamt                                                                                    | 2× Silber2 | 3× Gold3 | —      |           |           |

## Filmografie (Auswahl)
- 2004: Familie Johnson geht auf Reisen
- 2006: Girls United – Alles oder Nichts
- 2008: Ghost Whisperer – Stimmen aus dem Jenseits – Save Our Souls